# Vacinação contra a poliomielite no Brasil
A história da campanha de vacinação contra a poliomielite no Brasil apresenta uma trajetória de intensa mobilização e esforço governamental que resultou na erradicação da doença no país em 1994. Observou-se que desde o surgimento da vacina Salk em 1955, e logo após a introdução da vacina Sabin, a implementação de campanhas massivas de imunização foi crucial para o controle e futura erradicação da poliomielite.  

## Contexto histórico
Em 1940 buscava-se um modelo de explicação do processo saúde-doença da poliomielite no mundo todo. O primeiro modelo, de Flexner, sugeria que o poliovírus invadia o corpo pelo nariz ou pela boca e viajava diretamente para o cérebro e medula espinhal através do sistema nervoso. Esse modelo impossibilitava uma vacina, pois seria necessário desenvolver uma vacina a partir das células nervosas, o que acarretaria em uma infecção cerebral. Com o avanço da virologia e o surgimento do microscópio eletrônico, John Enders e sua equipe começaram a cultivar o poliovírus em tecidos além dos tecidos nervosos. Já em 1950, cientistas a partir desse estudo concluíram que o poliovírus atacava ocasionalmente os tecidos nervosos. A poliomielite passou a ser classificada como doença entérica, não mais como doença neurológica de contágio respiratório. Esse novo conhecimento possibilitou estudar uma vacina .
Em 1953 ocorreu no Rio de Janeiro, a maior epidemia já registrada,  com 21,5 casos por cem mil habitantes, mesmo que os dados daquela época não indiquem com precisão a realidade, havia grande contaminação da doença 

## Introdução das vacinas
A vacina Salk (VOP), desenvolvida por Jonas Salk, foi introduzida no Brasil em 1955, a primeira vacina contra a pólio, mas por ser de alto custo e por dificuldades operacionais não foi amplamente usada no Brasil, foi promovida por secretarias estaduais e municipais de Saúde, basicamente do Rio de Janeiro e em São Paulo. Além dessa, circulava a vacina desenvolvida por Albert Sabin, uma vacina de menor custo, fácil aplicação e de vírus atenuado. A vacina Sabin ganha cada vez mais adeptos para implementação no Brasil. Após muitas discussões, o Ministério da Saúde adotou oficialmente a vacina Sabin (VIP), e em 16 de julho de 1961 ocorreu na cidade de Santo André, no estado de São Paulo,  a primeira vacinação  em massa com a expectativa de vacinar 25 mil crianças .
Após a vacina da poliomielite no Brasil ocorriam dois tipos de epidemia: a epidemia da doença e a epidemia de vacinação. Acontecia que a vacina chegava atrasada, já quando a epidemia da doença entrava em declínio. Além disso, crianças com acesso a serviços de saúde eram vacinadas, dessa forma o perfil da doença era alterado, incidindo mais em crianças de classes sociais desfavorecidas. Acrescenta-se também a dificuldade de elaborar uma estratégia de vacinação sem dados epidemiológicos em um país com dimensões continentais e diversidades territoriais .

## Planos nacionais de vacinação
Diante de repetidos surtos de poliomielite, o Ministério da Saúde instituiu o Plano Nacional de Controle da poliomielite em 1971. Essa política de saúde pública foi a primeira tentativa nacional de controlar a poliomielite no Brasil. O objetivo do projeto piloto realizado no estado do Espírito Santo era realizar a vacinação em massa em um só dia nas zonas urbanas, e assim estudar a resposta sorológica à vacina. A execução da vacinação ficou a cargo do estado e municípios, o Ministério da Saúde se comprometia com o suprimento de vacinas e a supervisão técnica. Em 1971 ocorreu apenas plano em Espírito Santo, nos anos seguintes, 1972 e 1973 ocorreu em 14 estados. Entretanto, foi muito difícil compreender o real impacto do projeto, pois não haviam dados epidemiológicos no país .
Em 1973 é criado o Programa Nacional de Imunização (PNI) que tem o objetivo de oferecer imunização em massa de forma gratuita para toda a população brasileira, o programa incorporou o controle da poliomielite e introduziu a multivacinação, incluindo principalmente a vacina do sarampo, ainda com estratégias de campanhas . 
Em 1974 com o comando de Paulo de Almeida Machado como ministro da saúde e o auxílio de seu grupo técnico de São Paulo com forte influência da Faculdade de Saúde Pública da Universidade de São Paulo (USP), houve a descontinuação da campanha,  a vacinação passou a ser de rotina, sendo realizada pelas unidades básicas de saúde. Isso ocorreu, pois esse grupo do ministério da saúde defendeu a atuação do centro de saúde, ações de rotina e educação sanitária, sendo assim as campanhas foram abandonadas para se ter as ações de rotina em nível nacional e incorporadas ao calendário infantil brasileiro. Essa mudança resultou na diminuição da cobertura vacinal, visto que não havia postos de saúde o suficiente para a vacinação de rotina .
Após anos de dificuldade de implementar planos, metas para a erradicação da pólio devido a falta de um sistema de vigilância que poderia mostrar os dados mais corretos para uma melhor ação do sistema de saúde, foi criado em 1975 a Fundação de Serviços de Saúde Pública (FSESP). A fundação estabeleceu o Sistema Nacional de Vigilância Epidemiológica, para a poliomielite se estabeleceu um sistema de técnicas para a notificação, investigação, confirmação pelo poliovírus, além de um sistema para a avaliação de sequelas. Com tais ações se fez necessário que os laboratórios de saúde pública fossem os principais responsáveis laborais para o diagnóstico da doença em amostras de sangue e fezes dos possíveis contaminados. Após a criação da FSESP foi possível através de estudos realizados obter as principais características epidemiológicas de poliomielite, como por exemplo os mais afetados e o principal sorotipo em circulação .
A problemática da poliomielite ganha enfoque quando na região sul do país, especificamente nos estados do Paraná e Santa Catarina, ocorre um aumento significativo na epidemia da doença, que resulta em maior visibilidade e preocupação nacional. Em meio a esse surto  o Ministério da Saúde muda de liderança, assumindo o cargo Waldir Arcoverde, que reconhece a gravidade e atua com seus ministros em busca de um controle da situação. Foi a partir desse grande surto que em janeiro de 1980 foi estabelecida uma estratégia básica ao controle do poliovírus que consistia em vacinação em massa da população brasileira em um curto período de tempo sem levar em consideração o histórico de vacinação, assim eram os Dias Nacionais de Vacinação. Apresentado ótimos resultados a estratégia de dias nacionais de vacinação se manteve nos anos seguintes . 

## Erradicação da Poliomielite
No Brasil, em 1986, foi criado o Grupo de Trabalho para a Erradicação da Pólio (GT-Pólio), com o objetivo de dar maior eficiência à cobertura de vacinação, fazer um acompanhamento mais refinado do comportamento epidemiológico da poliomielite e desencadear as medidas de controle necessárias, supervisionadas e avaliadas adequadamente. O plano de erradicação contra a poliomielite no Brasil entrou em prática em 6 de fevereiro de 1986, seguindo dois eixos principais: o primeiro de intensificação e de alta cobertura vacinal (90%) de forma homogênea e o segundo eixo com a ampliação das ações de vigilância epidemiológica, ou seja, o controle do surto. Com as descobertas e atualizações sobre o que se tinha de conhecimento sobre a pólio, modificações sobre o conceito e as ações contra o poliovírus foram sendo modificadas e ampliadas à medida que as descobertas eram realizadas, isso ocorreu no meio clínico e no meio epidemiológico da doença .
Os últimos 3 casos de poliomielite no Brasil foram notificados em 1989 nos estados do Rio Grande do Norte e da Paraíba. A partir de 1990, o Brasil direcionou as campanhas de vacinação para o cumprimento dos critérios estabelecidos pela Comissão Internacional de Certificação da Erradicação da Poliomielite. Em 1991 houve a erradicação do poliovírus selvagem em toda a América. Já, a conquista do Brasil pelo certificado de Erradicação da Transmissão de Autóctone do poliovírus selvagem nas Américas ocorreu em 1994. A campanha nacional brasileira contra a poliomielite foi tão eficaz que serviu de modelo para outros países no mundo, principalmente países do continente africano e asiático.

## Queda na cobertura vacinal
Entretanto, nos últimos anos a população brasileira se vacina cada vez menos. Uma pesquisa realizada pela Unicef, diz que: 3 a cada 10 crianças não foram imunizadas com todas as vacinas previstas pelo programa de imunização brasileiro, infelizmente isso ocorre devido à falta de investimento e aderência da população a esse programa. Essa situação pode acarretar novos surtos de doenças já erradicadas, assim como aconteceu com a poliomielite que passou a ter novos casos da doença notificados. A poliomielite, antes erradicada, voltou a ser classificada como risco alto no Brasil pela Organização Pan-Americana da Saúde (Opas). Com o percentual abaixo do ideal da cobertura vacinal contra o poliovírus a chance de reincidência da doença no país é alta. Com a queda das taxas de cobertura vacinal no Brasil, os números de imunização da poliomielite apresentam um percentual de vacinação abaixo do recomendado. A cobertura ideal da pólio é de 95%, entretanto estados como o DF alcançaram somente 72,7% da população de risco, enquanto o Brasil apresentou uma média de 77% do público alvo vacinado no ano de 2022 o que pode gerar uma nova epidemia de poliomielite no território .